# 뇌진자
뇌진자(雷震子)는 《봉신연의》(封神演義)에서 나오는 가공 인물로, 희창(姬昌)이 연산(燕山)에서 주운 100번째 아들이다. 《사기》(史記) 등 역사서에는 전혀 이름이 언급되지 않아 가공의 인물로 분류되고 있다.

## 생애
희창(姬昌)이 주왕(紂王)의 부름을 받고 조가(朝歌)로 향하다 연산(燕山)에 도착했을 때, 갑자기 하늘에서 천둥번개가 치고 장성(將星)이 떨어졌다. 장성이 아이인 것을 알게 된 희창은 그 아이의 이름을 뇌진자(雷震子)로 짓고 자신의 100번째 아들로 삼은 뒤 운중자(雲中子)에게 7년간 맡겨 7년 뒤에 다시 데려가기로 했다. 운중자 밑에서 수행을 하는 동안 운중자가 준 살구를 먹고는 얼굴이 순식간에 독수리처럼 변했으며, 양쪽 겨드랑이 밑에서 날개가 솟았다.
7년이 지난 뒤 희창이 주왕에 의해 조가에 감금되었다고 풀려났고, 뇌진자는 서기(西岐)로 돌아가려는 희창을 없애려는 뇌개(雷開)와 은파패(殷破敗)를 저지한 이후 희창을 순식간에 서기로 데려다 준 뒤 운중자에게 돌아왔다.
그 뒤 문왕(文王)과 강자아(姜子牙)의 수하로 합세해 역성혁명(易姓革命)과 봉신(封神) 계획에 큰 활약을 했으며, 봉신이 끝난 이후 곧바로 남산(南山)으로 돌아왔다.